# Microtus daghestanicus
Microtus daghestanicus é uma espécie de roedor da família Cricetidae.
Apenas pode ser encontrada na Rússia.